# 네마냐 니콜리치
네마냐 니콜리치(세르비아어: Немања Николић / Nemanja Nikolić, 1987년 12월 31일 ~ )는 세르비아 출생 헝가리의 전 축구 선수로 과거 공격수로 활약하였다.

## 선수 경력

### 클럽
2006년 헝가리 2부 리그 소속팀인 바르시 SC에서 데뷔해 리그 19경기 3골을 기록했고 2006-07 시즌 종료 후 커포스뵐제 VSC로 이적하여 리그 14경기 11골의 폭발적인 득점력을 과시했다.
이후 1부 리그 소속팀인 커포슈바리 라코치에서 2009-10 시즌까지 69경기 43골의 경이로운 기록을 세우는 등 3시즌동안 팀의 주축 공격수로 맹활약한 뒤 페헤르바르 FC의 유니폼으로 갈아입고 2014-15 시즌까지 공식전 215경기 123골을 터뜨리면서 리그 2회 우승(2010-11, 2014-15), 2011-12 헝가리 리그컵 우승, 2회 연속 헝가리 슈퍼컵 우승(2011년, 2012년), 헝가리컵 2회 준우승(2010-11, 2014-15)을 이끈 것은 물론 3번의 헝가리 1부 리그 득점왕(2009-10, 2013-14, 2014-15) 타이틀까지 거머쥐는 기염을 토했는데 이 가운데 2013-14 시즌 리그에서 어틸러 시몬과 함께 공동 득점왕에 올랐다.
2014-15 시즌을 마치고 폴란드 1부 리그의 레기아 바르샤바로 이적한 후에도 2016-17 시즌까지 86경기 55골로 팀의 리그 2연패, 2015-16 폴란드컵 우승을 이끌었고 아울러 2015-16 폴란드 리그 득점왕 및 베스트 공격수, 폴란드컵 득점왕, 3번의 폴란드 리그 이달의 선수상, 2015-16 리그 MVP, 카날 플러스 팬 선정 MVP까지 휩쓸며 녹슬지 않는 기량을 선보였다.
그리고 2017 시즌을 앞두고 약 36억원(연봉 22억원)의 이적료에 미국 MLS의 시카고 파이어로 이적한 후 2019 시즌까지 104경기 56골을 터뜨리면서 2017 시즌 리그 전체 3위, 2018년 US 오픈 컵 4강 진출에 기여했을 뿐만 아니라 2017년 리그 득점왕 및 베스트 11, 2018년 ESPY 선정 MLS 최우수선수에 선정되는 영예를 안았다.
그 후 2020년 1월 친정팀인 페헤르바르 FC로 4년만에 복귀하여 현재까지 59경기 28골로 2019-20 시즌 리그 준우승, 헝가리컵 4강, 2020-21 시즌 헝가리컵 준우승, 리그 3위의 성적에 기여했다.

### 국가대표팀
니콜리치는 원래 세르비아에서 태어났지만 세르비아 대표팀에서 자신을 계속해서 콜업하지 않자 프로 선수로써 오랫동안 활동했던 헝가리 대표팀을 선택했고 2013년 10월 11일 요한 크라위프 아레나에서 열린 네덜란드와의 2014년 FIFA 월드컵 유럽 지역 예선 D조 9차전 원정 경기(1-8 패)에서 헝가리 대표팀 소속으로 국제 A매치 데뷔전을 치렀다.
그리고 나흘 후 홈에서 열린 안도라와의 2014년 월드컵 유럽 지역 예선 D조 최종전에서 A매치 데뷔골을 터뜨리며 팀의 2-0 완승에 일조했고 이후 UEFA 유로 2016 본선에 출전하여 1986년 FIFA 월드컵 이후 30년만의 헝가리의 메이저 대회 본선 토너먼트 진출(16강)에 공헌했다.
그로부터 5년 후 열린 UEFA 유로 2020 본선 엔트리에 합류하여 2회 연속 유로 대회 본선 무대를 밟은 후 프랑스, 독일과의 F조 조별리그 2경기에 모두 교체 출전하며 비록 16강에는 오르지 못했지만 월드컵과 유로 대회에서 우승 경험이 있는 두 강팀들을 상대로 선전하며 승점 획득에 기여했다.

## 수상

### 클럽
페헤르바르 FC
- 넴제티 버이녹샤그 I : 우승 (2011-12, 2014-15), 준우승 (2019-20), 3위 (2020-21)
- 헝가리 리그컵 : 우승 (2011-12), 준우승 (2012-13, 2013-14)
- 헝가리컵 : 준우승 (2010-11, 2014-15, 2020-21), 4강 (2019-20)
- 헝가리 슈퍼컵 : 우승 (2011, 2012)

 레기아 바르샤바
- 엑스트라클라사 : 우승 (2015-16, 2016-17)[1]
- 폴란드컵 : 우승 (2015-16)[2]

 시카고 파이어
- 메이저 리그 사커 : 3위 (2017)
- US 오픈 컵 : 4강 (2018)

### 개인
- 넴제티 버이녹샤그 I 득점왕 : 2009-10 (18골)[3],2013-14 (18골·어틸러 시몬과 공동 수상)[4],2014-15 (21골)[5]
- 엑스트라클라사 득점왕 : 2015-16 (28골)
- 폴란드컵 득점왕 : 2015-16 (6골)[6]
- 엑스트라클라사 이달의 선수 : 2015년 8월[7],9월[8], 10월[9]
- 엑스트라클라사 베스트 공격수 : 2015-16[10]
- 엑스트라클라사 최우수선수 : 2015-16[10]
- 엑스트라클라사 카날 플러스 팬 선정 최우수선수 : 2015-16[10]
- 메이저 리그 사커 득점왕 : 2017 (24골)
- 메이저 리그 사커 베스트 11 : 2017
- 올해의 헝가리 선수 : 2017
- ESPY 선정 메이저 리그 사커 최우수선수 : 2018